# Heinkel HE 58
Die Heinkel HE 58 war ein 1930 im Deutschen Reich in einem Exemplar gebautes Katapultflugzeug mit Schwimmern. Sie war speziell zur Verwendung auf dem Schnelldampfer Europa vorgesehen, von dem sie mit einem Katapult auf dem Atlantik gestartet werden konnte, um Post vom Schiff frühzeitig an Land zu bringen. Das Kürzel „HE“ steht dabei für „Heinkel Eindecker“ und ist nicht zu verwechseln mit der 1932 vom RLM zugewiesenen „He“-Werkskennung.

## Geschichte
Der Norddeutsche Lloyd (NDL) hatte 1927 bereits ein Junkers-F-13-Schwimmerflugzeug auf dem Dampfer Lützow mitgeführt, um den Passagieren bei Hafenaufenthalten Rundflüge anbieten zu können. Die Leitung des NDL erkannte, dass ein Schwimmerflugzeug an Bord eines Schnelldampfers zusätzliche Verdienstmöglichkeiten eröffnete, da bei größeren Entfernungen vom Zielhafen dieser Transport die Post vom Schnelldampfer erheblich früher an Land bringen würde. Daraufhin begann die Firma Heinkel die Konstruktion eines Katapultes und der NDL plante auf seinen neuen Schnelldampfern Bremen und Europa Katapult und Flugzeug für den Posttransport ein. Die Lufthansa erklärte sich bereit, dem Projekt operative Unterstützung zu geben. Als die Bremen 1929 zu ihrer Jungfernfahrt aufbrach, hatte sie die Heinkel HE 12 D-1717 an Bord.

## Konstruktion
Die einzige Heinkel HE 58 D-1919 war eine Weiterentwicklung der für die Bremen entwickelten HE 12. Sie war ein konventionell verstrebter Tiefdecker. Das Tragwerk war in Holzbauweise mit Stoffbespannung ausgeführt, der breitere Rumpf bestand aus einem mit Stoff bespannten geschweißten Stahlrohrgerüst. Die Rumpfoberseite bis hinter die Sitze war ebenso wie der Motorvorbau mit Leichtmetallblech beplankt. Pilot und Funker saßen – anders als in der HE 12 – nebeneinander in einem offenen Cockpit und die Post befand sich in einem Frachtraum hinter ihnen. Der Motor war später verkleidet.

## Einsätze
Anders als beim Schwesterschiff Bremen wurde die Heinkel HE 58 von der Europa erst nach einigen Fahrten des Schiffes und dem Erwerb des Blauen Bandes erstmals eingesetzt. Am 28. August 1930 startete die HE 58 D-1919 „Atlantik“ 120 km vor New York zu einem ersten Probeflug ohne Post unter Jobst von Studnitz und Karl Kirchhoff, die im Juli 1929 auch den ersten Flug von der Bremen mit der ähnlichen HE 12 durchgeführt hatten. Auch auf der Rückreise wurde der Flug 900 km vor Amsterdam ohne Post gestartet. Bis zum Saisonende erfolgten dann noch vier Postflüge.
1931 führte die in „Bremen“ umbenannte Maschine 15 Postvorausflüge in der Saison vom 16. Mai bis zum 3. Oktober durch. Nur der am 17. Juni geplante Flug nach New York musste wegen eines Defektes ausfallen. Am 8. September wurde die Maschine erstmals 2487 km vor New York katapultiert, um nach einer Zwischenlandung zum Auftanken in Sydney (Nova Scotia) und mehreren Stunden Ruhezeit in einem Nachtflug ihr Ziel zu erreichen. Der letzte Postflug des Jahres von der Europa am 3. Oktober wurde 1100 km vor Southampton gestartet und am folgenden Tag über nochmals 1100 km bis Travemünde fortgeführt. Von dort ging die Maschine zur Überholung und ins Winterlager nach Warnemünde. Flugzeugführer war in der Saison Joachim Blankenburg, der mit über 100 Atlantikflügen der erfolgreichste Atlantikflieger der alten Lufthansa wurde. Als Funkmaschinist begleitete ihn Karl Kirchhoff, mit 84 Flügen der am zweithäufigsten eingesetzte Atlantikflieger der Lufthansa. Beide kamen 1938 bei Flugzeugabstürzen ums Leben. Kirchhoff beim Absturz einer Heinkel He 116 vor Langeoog, Blankenburg in einer Junkers Ju 90 über Bathurst.
Zwischen dem 19. Mai und 5. Oktober 1932 wurde die Maschine – zur Bremen versetzt – zu 18 Postvorausflügen genutzt. Nur der Flug am 1. August Richtung Southampton musste wegen eines Motorschadens abgebrochen werden; die Maschine kehrte zur Bremen zurück. Mit 40 Postvorausflügen absolvierte die Heinkel HE 58 die meisten Katapultflüge. Ob und wie die Maschine ab 1933 eingesetzt wurde, ist unbekannt.

### Ersatz
Die Europa erhielt schon 1932 ein neues Bordflugzeuge vom Typ Junkers Ju 46, die Bremen folgte 1933. Dieser Typ blieb bis zum Ende der Katapultflüge 1935 im Einsatz.

## Technische Daten
| Kenngröße             | HE 12                                              | HE 58                                              |
| --------------------- | -------------------------------------------------- | -------------------------------------------------- |
| Besatzung             | 2 (Pilot und Funkmaschinist)                       | 2 (Pilot und Funkmaschinist)                       |
| Länge                 | 11,56 m                                            | 11,78 m                                            |
| Spannweite            | 16,80 m                                            | 17,20 m                                            |
| Höhe                  | 4,55 m                                             | 4,685 m                                            |
| Flügelfläche          | 48,46 m²                                           | 49,40 m²                                           |
| Flügelstreckung       | 5,8                                                | 6,0                                                |
| Leermasse             | 1580 kg                                            | 1850 kg                                            |
| Zuladung              | 1020 kg                                            | 1290 kg                                            |
| Nutzlast (Post)       | 160 kg                                             | 220 kg                                             |
| Startmasse            | 2600 kg                                            | 3140 kg                                            |
| Höchstgeschwindigkeit | 216 km/h                                           | 204 km/h                                           |
| Reisegeschwindigkeit  | 190 km/h                                           | 163 km/h                                           |
| Landegeschwindigkeit  | 95 km/h                                            | 93 km/h                                            |
| Steigzeit             | 3,2 min auf 1000 m Höhe 7,7 min auf 2000 m Höhe    | 5,1 min auf 1000 m Höhe 11,4 min auf 2000 m Höhe   |
| Reichweite            | ca. 1600 km                                        | ca. 1500 km                                        |
| Gipfelhöhe            | 4000 m                                             | 3800 m                                             |
| Triebwerk             | ein 9-Zylinder-Sternmotor Pratt & Whitney Hornet A | ein 9-Zylinder-Sternmotor Pratt & Whitney Hornet A |
| Leistung              | 500 PS (368 kW)                                    | 525 PS (386 kW)                                    |
| Kraftstoffvorrat      | 1170 l                                             | 1000 l                                             |